# Mery (tư tế Amun)
Đừng nhầm lẫn với Mery, tư tế của thần Osiris.
Mery là một Đại tư tế của Amun đã phục vụ dưới triều đại của pharaon Amenhotep II thuộc Vương triều thứ 18 trong lịch sử Ai Cập cổ đại. Ông là một trong hai Đại tư tế của Amun được biết đến dưới triều vua Amenhotep II, người còn lại là Amenemhat.

## Tiểu sử
Mery là con trai của Đại tư tế của thần Min tại Coptos, tên là Nebpehtire. Mẹ của Mery là Hunay, Nhũ mẫu của Lãnh chúa của Hai vùng đất. Mery lấy một phụ nữ tên là Dey.
Trong suốt cuộc đời làm quan của mình, ngoài danh hiệu Đại tư tế của Amun, Mery đã đảm nhận thêm nhiều chức vụ khác: Người giám sát các tư tế ở Thượng và Hạ Ai Cập; Tổng quản của Amun; Người trông coi những cánh đồng, gia súc, mỏ đá của Amun; Người trông coi châu báu của Amun; Người đóng dấu trong triều.
Quyền hạng của Nebpehtire thấp hơn nhiều so với con trai của ông, Mery. Có lẽ, chính người mẹ của ông, phu nhân Hunay, mới là người đóng vai trò quan trọng trong việc đưa Mery lên vị trí tối cao trong triều. Điều đó rất bình thường dưới thời Vương triều thứ 18, vì những phu nhân bậc cao (như nhũ mẫu) có mối quan hệ thân mật với các thành viên vương tộc. Bằng chứng là Hunay được nhắc đến ít nhất 3 lần trong ngôi mộ TT95 của Mery, cũng như trong TT84, so với vợ của ông, Dey, người chỉ được nhắc đến một lần trong ngôi mộ TT95.

## Ngôi mộ TT95 và TT84
Mery là chủ nhân của ngôi mộ TT95 ở Thebes. Ngôi mộ này đang trong tình trạng hư hỏng, và việc trang trí vẫn chưa được hoàn thiện. Mery cũng đã "chiếm đoạt" ngôi mộ TT84, vốn thuộc về Iamunedjeh và vợ của ông, Henutnofret. Điều này dựa trên một loạt các bức vẽ trên tường mộ TT84, tại đó tên và tước vị của Iamunedjeh và vợ được thay thế bằng tước vị của Mery và mẹ của ông, Hunay. TT84 được xây dựng dưới thời trị vì của pharaon Thutmose III, cha của Amenhotep II.
Không rõ mối quan hệ giữa Mery và Iamunedjeh. Theo D. Polz, Iamunedjeh không có con trai, vì vậy mà Mery đã đề tên của mình lên những vật dụng trong ngôi mộ TT84 với mục đích thực hiện các nghi lễ an táng cho Iamunedjeh.

## Chứng thực
Ngoài 2 ngôi mộ kể trên, Mery còn được biết đến thông qua hai con dấu hình nón có khắc tên và chức vị của ông, hiện đang được lưu giữ ở Bảo tàng Petrie (số hiệu UC 37790 và 37791); và một bức tượng đã vỡ (chỉ còn phần chân và phần đế), hiện đang được lưu giữ ở Bảo tàng Ai Cập (số hiệu CG973). Tên của Mery còn được nhắc đến trên tường mộ TT45 của Djehuty, quản gia hầu cận của Mery.